# Малая Монетная улица
Ма́лая Моне́тная у́лица — улица в Петроградском районе Санкт-Петербурга. Проходит от Большой Посадской улицы до Большой Монетной улицы.

## История
С 1798 года известно название Большая Посадская улица, название дано по слободе торговцев и ремесленников или посаду, как называлась эта часть города. На плане 1829 года обозначена как Малая Оспенная улица, дано по находившемуся рядом Оспопрививальному дому.
С 1836 года названа Малой Монетной улицей, дано по находившейся здесь с 1712 года слободы «работных людей» Монетного двора.

## Здания
- Дом 2/10 — Фонд Социального Страхования;
- Дом 2а — Механический завод Р. Л. Лангензипена (1899, архитектор А. П. Сосков);
- Дом 3б — особняк Г. А. Боссе (1903—1904, гражданский инженер Э. О. Янцон);
- Дом 5 / улица Мира, 21 / улица Мира, 14 — доходный дом Е. В. Васильева (1903—1904, архитектор Д. Д. Смирнов).